# Idaea melaina
Idaea melaina là một loài bướm đêm trong họ Geometridae.